# Connarus schultesii
Connarus schultesii är en tvåhjärtbladig växtart som beskrevs av Paul Carpenter Standley. Connarus schultesii ingår i släktet Connarus och familjen Connaraceae. Inga underarter finns listade i Catalogue of Life.